# Yaksha
Pour les articles homonymes, voir Yaksha (homonymie).

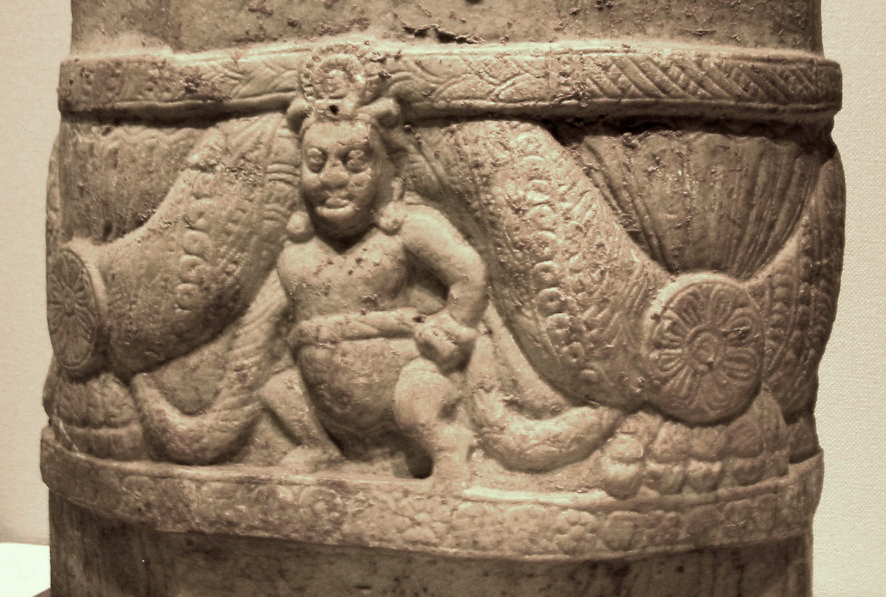
Rouleau grec soutenu par un Yaksha indien, Amaravati, IIIe siècle, Musée national de Tōkyō.

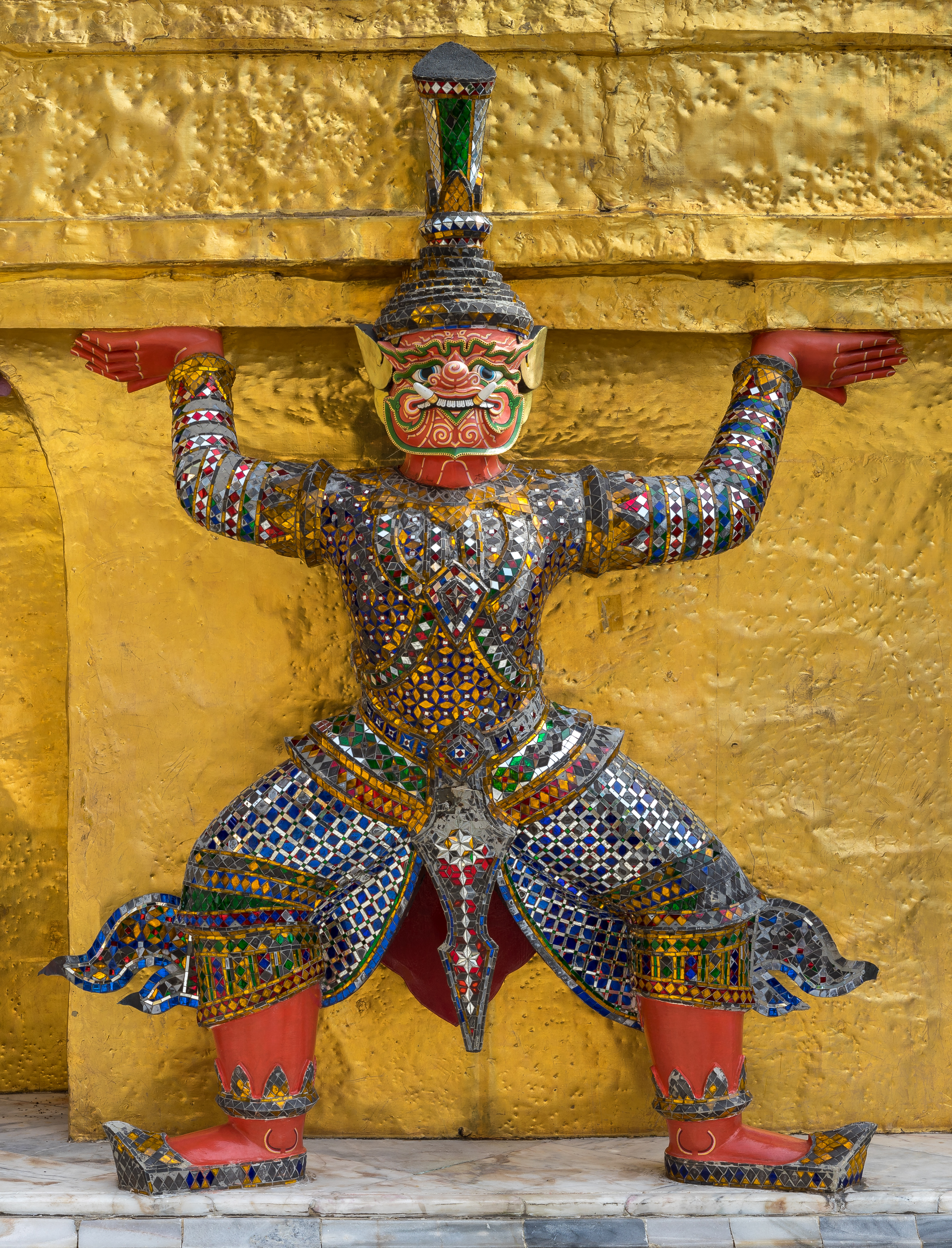
Statue d'un Yaksha portant l'un des temples de Wat Phra Kaeo (Bangkok). Photo juin 2019.

Yaksha (sanskrit यक्ष, yakṣa ,  yakkha en pāli) est le nom d’une grande classe d’esprits de la nature, habituellement bienveillants, qui sont les gardiens des trésors naturels cachés sous la terre et les racines des arbres.  Ils apparaissent dans la mythologie hindoue, jaïne et bouddhiste comme des déités, des Êtres célestes. La forme féminine du mot est yakṣī ou yakṣiṇī (Pāli : yakkhī or yakkhinī).

## Caractère général

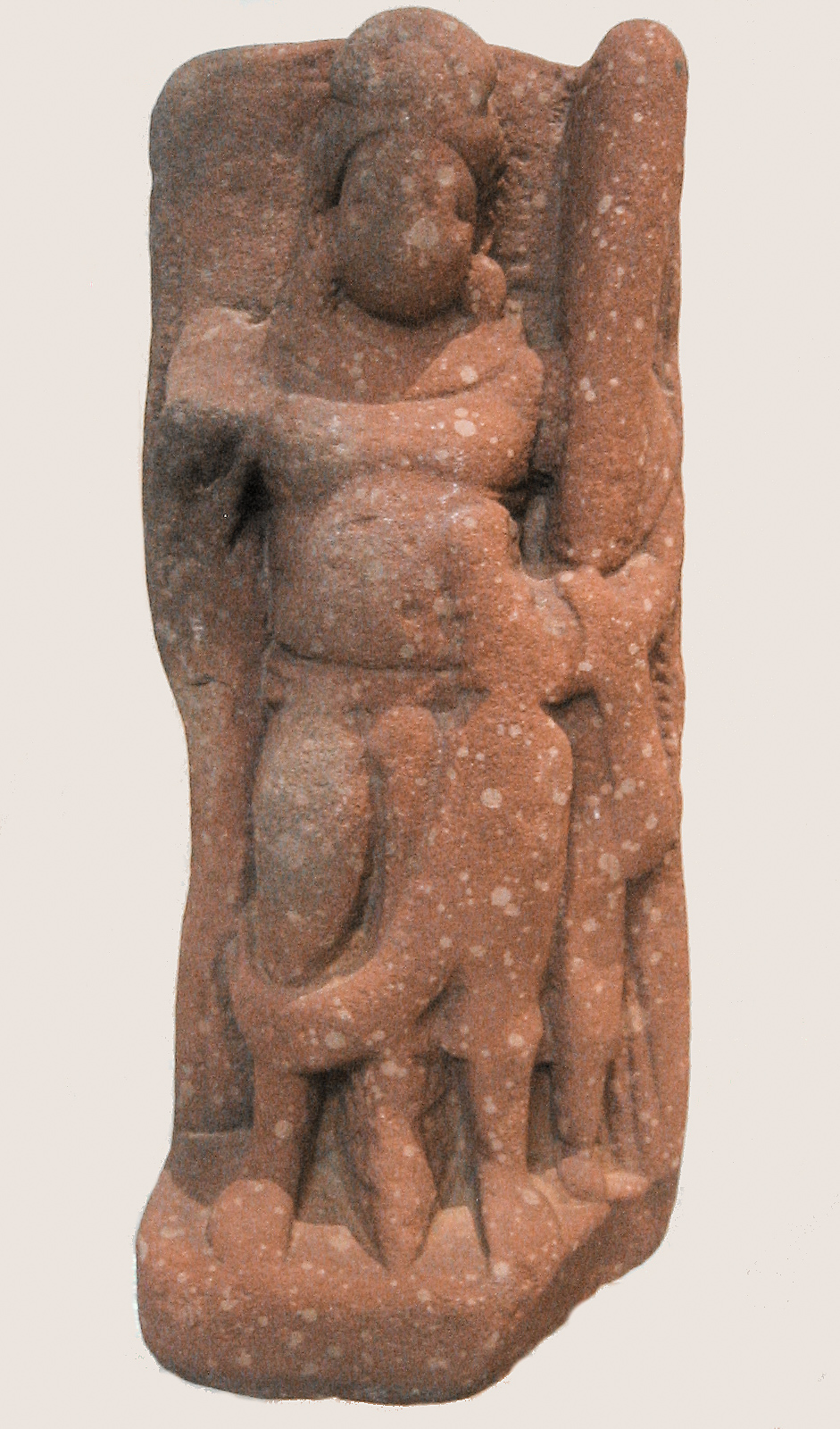
Yakṣa de Mathura, Ier-IIe siècle

Dans les mythologies hindoue, jaïne et bouddhiste, le yakṣha a une double personnalité.  D’un côté, ce peut être une fée de nature inoffensive, associée aux forêts et aux montagnes ; mais il existe une version beaucoup plus sombre du yakṣa, qui est une sorte d’ogre, de fantôme ou de démon anthropophage qui hante les étendues sauvages, attaque et dévore les voyageurs, comme les rakṣasas.
Par exemple, dans le poème Meghaduta de Kālidāsa, le narrateur yakṣa est une figure romantique, qui se languit d’amour pour sa bien-aimée absente.  Au contraire, dans le dialogue didactique hindou du Yakṣapraśnāḥ (« questions du Yakṣa »), un dangereux Yakṣa cannibale, esprit tutélaire d’un lac, menace la vie du héros épique Yudhiṣṭhira.
Il est possible que les yakṣas aient été originellement les dieux tutélaires des forêts et des villages, puis aient été considérés ensuite comme les divinités gardiennes de la terre et des richesses qui y sont enfouies.  
Dans l’art indien, les yakṣas mâles sont représentés, soit comme de redoutables guerriers, soit comme des sortes de nains corpulents.  Les yakṣas femelles, appelés yakṣiṇīs, apparaissent comme de belles jeunes femmes au visage rond et joyeux et aux seins et hanches rebondis.
Dans l’État du Kerala, dans le Sud de l’Inde, les Yakshis sont représentées comme des vampires enchanteresses.

## Dans le jaïnisme
Le yaksha et la yakshi sont dans le jaïnisme un couple de déités vivant dans les cieux de la cosmographie jaïne ; l'un est masculin, l'autre est féminin. On parle aussi de « couple d'êtres célestes » ou de « divinités gardiennes ». Cette paire est censée encadrer les jinas, c'est-à-dire les êtres qui ont atteint l'illumination, le moksha ; Indra le roi des dieux en a décidé ainsi. Au début de notre ère, ces déités étaient très vénérées ; elles portent des noms comme: Kubera, Mâtanga, Gauri, Mânasî,  Gomukha, Rohinî, etc. Chaque Tirthankara, les Maîtres éveillés du jaïnisme, ont un de ces duos qui leur est attribué, duo pouvant être différent selon la branche du jaïnisme, les shvetambara ou les digambara.